# Anisocentropus pyraloides
Anisocentropus pyraloides är en nattsländeart som först beskrevs av Walker 1852.  Anisocentropus pyraloides ingår i släktet Anisocentropus och familjen Calamoceratidae. Inga underarter finns listade i Catalogue of Life.